# Gerolamo Colleoni

Stemma Colleoni

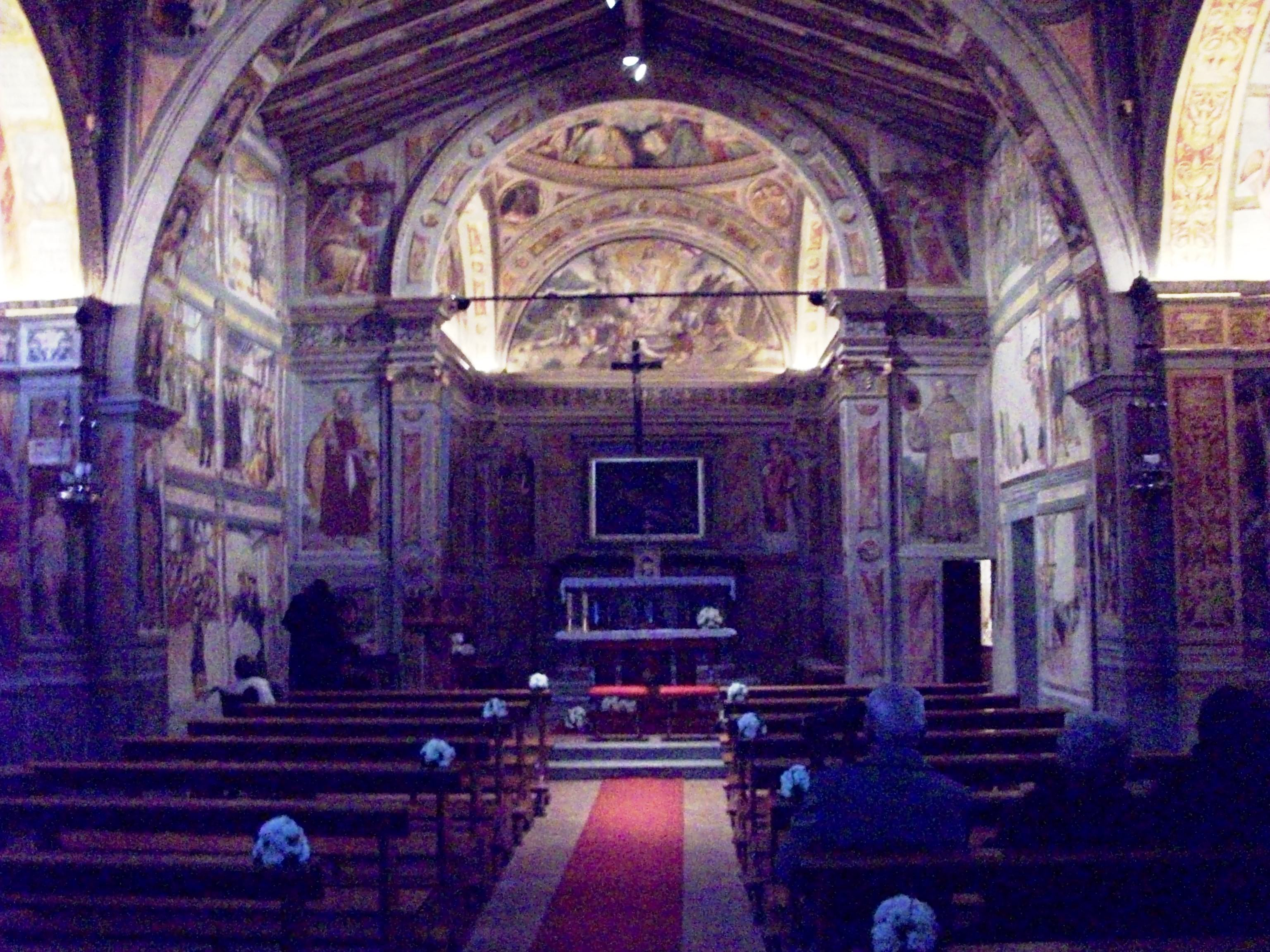
Lallio-affreschi della chiesa di san Bernardino

Gerolamo Colleoni (Bergamo, 1498 - 1500 – Bergamo, 1570 1573) è stato un pittore italiano.

## Biografia
Figlio di Gian Galeazzo originario di Calusco d'Adda e appartenente ad un ramo della famiglia Colleoni, risulta abitare a Bergamo nella vicina di santa Grata inter Viter nel 1527. Il padre Gian Galeazzo risulta essere indicato come chierico in più chiese mentre in due atti notarili risalenti al 1477 e al 1501 era nominato come Judice et Causidico pergami mentre il nonno Giacomo è indicato in alcuni atti come padre di Galeazzo ma di cui non si conosce la professione. La famiglia era composta da altri tre figli: Filippo che verrà indicato in documenti con la medesima attività paterna,  Michele che intraprese la carriera ecclesiastica, e Vincenzo di cui si hanno poche notizie.

Poco si conosce di questo artista, iniziò a lavorare nella seconda e terza decina del XVI secolo come risulta da un atto notarile redatto dal notaio Zaccaria Colleoni nel 1526 dove documenta una sua collaborazione con Jacopino Scipioni per la realizzazione degli affreschi nella chiesa di san Giovanni in Civitatula. Nel 1560 risulta affittuario della vicinia di san Giacomo probabilmente le sue condizioni economiche erano più povere. Gerolamo risulta si fosse sposato con una certa Angelina e che da questo matrimonio fosse nato un unico figlio, Galeazzo, che però morì giovane lasciando l'artista in dovere di provvedere alle necessità dei nipoti rimasti orfani.
Molte delle sue opere essendo d'affresco sono andate perse, sia per il degrado dovuto al tempo, ma anche per le ristrutturazioni e demolizioni eseguite presso le chiese da lui affrescate o rimodernate seguendo i canoni della Controriforma. Il primo lavoro da cui si ha documentazione p una pala d'altare per il monumento funebre del vescovo Luigi Tasso raffigurante Madonna col Bambino, il vescovo Tassi e i santi Antonio e Agostino, dipinto conservato nella sagrestia della chiesa di Santo Spirito. Rimane sicuramente una sua opera importante nella chiesa di san Bernardino a Lallio. Sulla facciata, anche se sbiaditi, sono visibili la raffigurazione di san Cristoforo, san Bernardino e angeli, l'affresco sulla cupola raffigurante l'Ascensione, che avendo subito troppi rimaneggiamenti risulta alterato da quello che doveva essere l'originale, così come i dodici apostoli, la simbologia dei quattro evangelisti pur rimanendo riconoscibile il suo tratto pittorico. Son meglio conservati gli affreschi posti nelle due cappelle dedicate a santa Caterina e san Rocco, raffiguranti San Rocco, santa Margherita e  Le nozze mistiche di santa Caterina. lo stile, le linee indicano che il pittore aveva studiato le opere di Bernardino Luini così come del Lotto, in particolare gli affreschi di san Gerolamo penitente, dell'Annunciazione e la Disputa di S. Caterina con i filosofi rievocano e riconducono agli ambienti e le impostazioni tipiche lottesche.
L'Accademia Carrara di Bergamo conserva l'olio su tela Madonna col Bambino tra i santi Caterina d’Alessandria, Francesco d’Assisi e devoto proveniente dalla collezione Giacomo Carrara del 1796 firmato H. COLEO [P] M.D.L.V

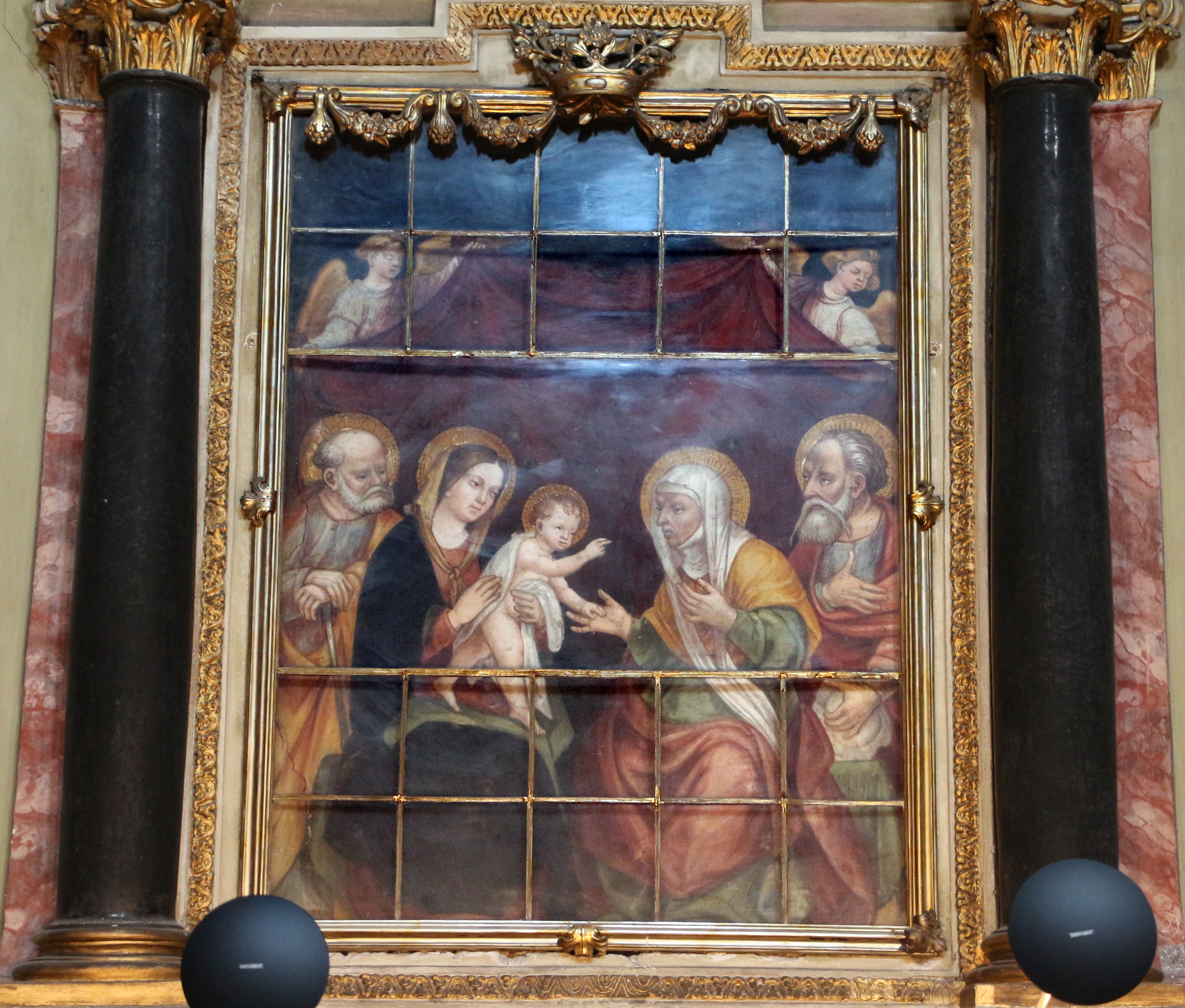
Girolamo Colleoni– Sacra famiglia coi santi Anna e Gioacchino

Risulta solo l'atto notarile datato il 14 marzo 1536 di una tela per la chiesa di S. Antonio in Prato dell'ex Ospedale in Bergamo, tela ora andata persa e che doveva essere stata dipinta in collaborazione con Filippo Zanchi, mentre è del 1538 la pala  Madonna col Bambino e san Giovannino, san Erasmo, santa Maria Maddalena conservata in Accademia Carrara,  pagata 100 scudi imperiali ma ben cinque anni dopo la sua realizzazione  (22 gennaio 1543). Eseguì il disegno del Leone di san Marco la cui opera scultorea venne eseguita da Vigna da Campione.
Nel 1555 firmò per la realizzazione del quadro: Nozze mistiche di s. Caterina, dipinto che venne interpretato come una copia del medesimo di Giovan Battista Moroni ora all'Accademia di Brera. Sono numerose le commissioni per lavori in Bergamo e nei dintorni successivi a questa data di cui non ne è rimasta traccia. 
L'ultimo suo incarico è del 16 giugno 1570 con una firma per un'opera da realizzare per Iulio Solaro, mentre un atto notarile del 1573, riporta la firma di Giuseppe Crema quondam Gerolamo Colleoni.

## Opere
Le opere che gli sono riconosciute sono:
- Madonna in trono che allatta il Bambino tra sant'Erasmo vescovo, san Giovannino e Maria Maddalena (285x185) Accademia Carrara di Bergamo;
- Madonna con il Bambino tra i santi Caterina d'Alessandria, Francesco d'Assisi e devoto Accademia Carrara di Bergamo
- Madonna col Bambino e santi Rocco e Sebastiano (220x240), collezione privata in Bergamo;
- San Nicola di Bari presenta tre fanciulli alla Madonna copia di Il Moretto, Accademia Carrara, Bergamo
- Ciclo di affreschi chiesa di San Bernardino a Lallio;
  - Nozze mistiche di santa Caterina, san Rocco e santa Margherita (156x176) parete centrale cappella di San Rocco
  - San Gerolamo penitente'(183x130) parete sinistra cappella di San Rocco;
  - Apparizione della Vergine a san Rocco (185x137) parete di destra della cappella di San Rocco;
  - Pergolato con angioletti e putti vendemmianti (100x330) dipinto della cappella di San Rocco con assonanze lottesche;
  - Annunciazione (120x170) triangoli ai lati della cappella di San Rocco;
  - Disputa di santa Caterina con i filosofi (184x121) parete di sinistra della cappella di Santa Caterina;
  - Decollazione di santa Caterina (186x118) parete destra della cappella di Santa Caterina;
  - Redentore fra gli angeli musicanti (90x330) volta della cappella di Santa Caterina;
  - Simbolo degli evangelisti e agnello mistico (34x48 cad.) intradosso dell'arco frontale della cappella di Santa Caterina;
  - San Pancrazio (114x40) pilastro sinistro della cappella di Santa Caterina;
  - San Sebastiano (110x28) pilast5ro destro della cappella di Santa Caterina;
  - Sibilla Tiburtina e Sibilla Cumana (34x48 cad.) triangoli ai lati dell'arco d'accesso alla cappella di Santa Caterina;
  - Ascensione, busti dei dodici apostoli e i simboli dei quattro evangelisti cupola e pennacchi, diametro di 400cm.;
  - San Rocco (146x44) primo pilastro navata;
- San Cristoforo e angeli chiesa di san Bartolomeo Lallio;
- Sacra famiglia con sant'Anna, san Gioacchino e angeli chiesa di San Defendente di Romano di Lombardia;
- Madonna col Bambino, il vescovo Tassi e i santi Antonio e Agostino chiesa di Santo Spirito in Bergamo;